# LR Beats
Lucas Rocha (São Paulo, 2 de junho de 1997), mais conhecido pelo nome artístico LR Beats, é um CEO, beatmaker e produtor musical brasileiro.  Já trabalhou com artistas nacionalmente conhecidos como Rashid (cantor), Edi Rock, Drik Barbosa, Cabal, Ne-Yo, Felp22, Slim Rimografia e Raffa Moreira.

## Biografia
Lucas Rocha cresceu no bairro da Vila Ema, em São Paulo, onde começou a frequentar eventos de música e criar suas primeiras batidas eletrônicas no programa de produção FL Studio, onde gravava seus amigos e artistas da região, no mesmo ano, em 2012, criou seu primeiro home studio e iniciou suas atividades musicais de forma oficial.

## Carreira
Em 2015, LR Beats fez sua estreia no cenário nacional com 2 produções no álbum “Corpo São, Mente Insana” do Rapper Tubaína, onde recebeu feedback positivo do público e começou a ficar conhecido no cenário de produção, meses depois, lançou o som “Bênçãos sobre Bênçãos” com o cantor Terra Preta, estabelecendo sua presença no cenário musical nacional.
No mesmo ano, LR Beats começou sua comunicação com a comunidade de produtores musicais e beatmakers do Brasil, ensinando novos produtores sobre direitos autorais, venda de batidas online e posicionamento artístico, ficando muito conhecido na comunidade de beatmakers e artistas independentes por suas dicas e ensinamentos.
Em 2017, LR Beats foi um dos produtores que participaram do projeto oficial da Nike Football com o jogador brasileiro Neymar. O projeto chamado “Neymar Mixtape” reuniu músicas do mundo todo, e LR Beats esteve presente representando o Brasil, produzindo a faixa “Por mim”, com interpretação do grupo Start Rap.
No mesmo ano, foi indicado à lista de produtores musicais do ano pelo site Genius (website).
Em 2020, lançou em colaboração com o rapper Duzz, o EP chamado “Aquecendo a Nave”, com 4 faixas colaborativas, ficando nos trending topics do Twitter Brasil no lançamento do projeto, hoje, o projeto conta com mais de 10 milhões de plays em todas as plataformas digitais.

## FL Studio
LR Beats atraiu atenção da empresa Image-line, responsável pelo software de produção FL Studio, sendo convidado à participar do time de produtores da empresa, ao lado de nomes como 9th Wonder, Avicii, Martin Garrix, Boi-1da, Deadmau5 e mais, sendo o primeiro brasileiro na história à ser patrocinado pela marca.

## BeatmakersClub
Em 2018, LR Beats fundou o BeatmakersClub, a primeira loja do Brasil destinada aos Beatmakers e Produtores Musicais do país.

## Beats & Business
Em 2021, LR Beats inaugurou a primeira escola de produção musical por streaming service da américa latina, intitulada "Beats e Business", a escola conta com alunos do Brasil, Portugal, Angola e Japão.
Na escola, é possível ter aulas de Direitos Autorais, Produção Musical, e tudo que envolve o universo da produção.
Em 2022, a escola recebeu um selo de escola parceira oficial do FL Studio, sendo a terceira escola de áudio no Brasil à receber o selo.

## Curiosidades
LR Beats é o produtor brasileiro que mais vendeu batidas de rap online na era digital.
LR Beats foi o primeiro produtor brasileiro à assinar com o FL Studio.
LR Beats também é compositor e tem trilhas sonoras na TV Aberta, no canal SBT

## Produções
- 2015 - Tubaína - Minha Vez
- 2015 - Tubaína - O que você me diz
- 2015 - Valente - VNDXRGRXVND (Part. Costa Gold)
- 2015 - Faíska - Gula (Part. Valente)
- 2015 - ATF - Apneia (Ft. Nego E, Helibrown & Lester)
- 2015 - Terra Preta - Bençãos sobre bençãos
- 2015 - TOBER KGL - Sigo Vivo
- 2016 - DaLua feat. LR Beats - Negros
- 2016 - Terra Preta - Love Me
- 2016 - Raffa Moreira - O Rap Mais Motivador do Ano
- 2016 - Raffa Moreira - ARTM
- 2016 - Falatuzetrê - Salvê
- 2016 - Helibrown - Continue
- 2016 - Helibrown - Agridoce
- 2016 - Josbi - Timóteo tá
- 2016 - Libert Rap - N.A.S.A (Feat. SOS)
- 2017 - Live - O Mundo é Nosso
- 2017 - RT Mallone - Sol de Dentro
- 2017 - TAVN - Selva de Espinhos
- 2017 - Valente - Meu Presente
- 2017 - Valente - 016 017 [R.I.C.O]
- 2017 – Cacife Clandestino - Mágico
- 2017 – Edi Rock - Cortina de Ferro
- 2017 - Faustino Beats - Flow 2017
- 2017 - LetoDie - Bala ou Vala
- 2017 - Atentado Napalm - Tokyo
- 2017 - Champz - Menina (Feat. Pateta Código.43)
- 2017 - Thi Ortiz - Precipício
- 2017 - Faíska - Peço A Deus
- 2018 - ATF - DETB (Feat. DJ Faul, DCazz, Pé Beat, LR Beats, Lester e Helibrown)
- 2018 - Mahallo - Quando Você For
- 2018 - Gigante No Mic - Velociraptor
- 2018 – Mahallo - Perfume
- 2018 - Negretti - Laços 2
- 2018 - Drik Barbosa e Karol de Souza - Céu Azul
- 2019 - Zemaru - Hiei
- 2019 - JKR - Só Ela Faz
- 2019 - Nill - Neon
- 2019 – Uterço - Tempo Fechado (Feat. Daniel Yorubá)
- 2019 – Nikito - Ctrl
- 2019 – Duzz - Missão Tom Cruise (Feat. Kweller)
- 2020 - JKR - Quem São?
- 2020 - JKR - Em Ti Amor
- 2020 - Ferraz - Jovem Milionário
- 2020 - Scoppey - Tempo 3
- 2020 - Scoppey - 007
- 2020 - Maik - Forte Abraço
- 2020 - Yung Buda - Bakemono
- 2020 - Rashid - Blindado
- 2021 - Young Mascka - Sem Simpatia
- 2021 - Duzz - Mafioso (Feat. Leall, Yung Buuda)
- 2021 - Duzz - Aliens (Feat. Rod 3030, Thai Flow)
- 2021 - Duzz - Flores Mortas (Feat. Kamaitachi, Rodrigo Zin)
- 2021 - Duzz - Maus Lençóis
- 2021 - Duzz - Bons Lençóis

## Discografia

### Autoprojeção: Da Infância aos Conflitos (Feat. Yanick Shazam)
- 2016 – Acordar (Aviões de Papel)
- 2016 – Borboletas
- 2016 – Meu Castelo (Verso Livre)
- 2016 – Autocobrança
- 2016 – Vida Esquecida
- 2016 – 2F
- 2016 – Cacto
- 2016 – Interlúdio
- 2016 – Revinda
- 2016 – Autoprojetando

### A Vida de Emmett Till (Feat. Delatorvi)
- 2017 – Reparação Histórica
- 2017 – Axé
- 2017 – Melô Anti (Flores)
- 2017 – Chicago Kids
- 2017 – Sensual Skrr
- 2017 – Thiaguinho e Rodriguinho

### A Better Me (Feat. Billionaire)
- 2017 – Feminine Needs
- 2017 – Geeked
- 2017 – Stick In It
- 2017 – Intimacy
- 2017 – Better Days
- 2017 – Turned Family
- 2017 – Irregular

### Dead Roses (Álbum Instrumental)
- 2018 – Last Night
- 2018 – Dr*gs
- 2018 – Bout U
- 2018 – Dead Roses
- 2018 – Changes
- 2018 – Another Day

### Prólogo (Feat. Zemaru)
- 2019 – Baby
- 2019 – Palitinho Premiado
- 2019 – Tipo Gang
- 2019 – B*nda Ignorante
- 2019 – Mo Money Mo Problem
- 2019 – Big Drip
- 2019 – Top Gear 3000
- 2019 – Tetsu Style

### De Alma (Feat. Scoppey)
- 2020 – Chuva
- 2020 – Aço
- 2020 – Temaki
- 2020 – 2ALL
- 2020 – Tentação
- 2020 – Good Luck
- 2020 – Certo